# Список запусков баллистических ракет в СССР в 1956 году

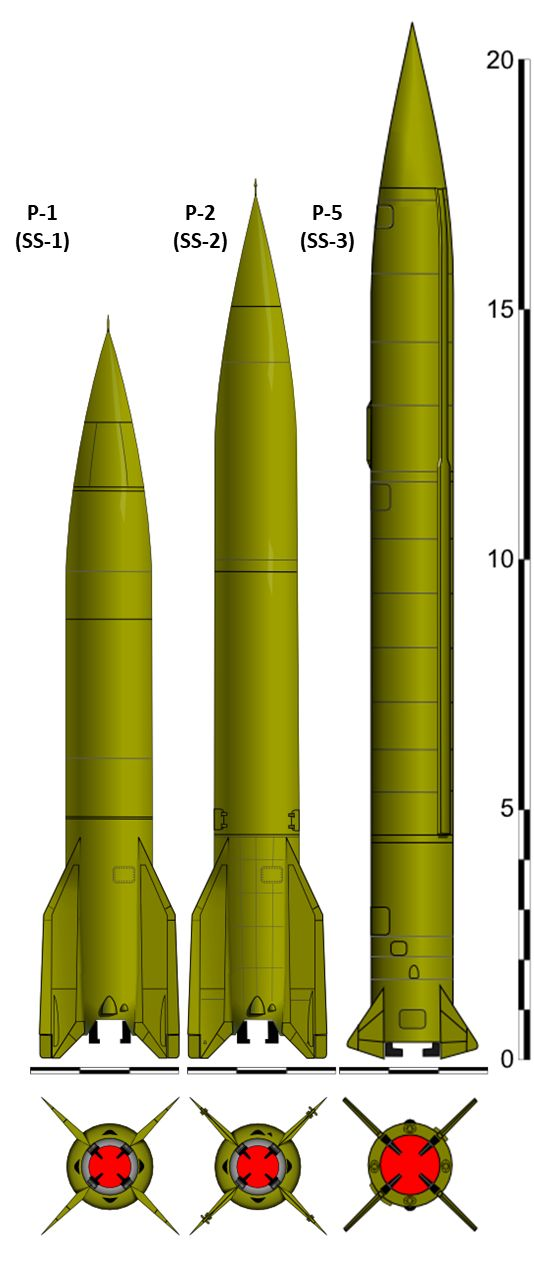
Ракеты Р-1, Р-2, Р-5

В Списке запусков баллистических ракет в СССР в 1956 году в хронологическом порядке представлены все запуски баллистических ракет, произведённые на территории СССР в 1956 году. Всего было произведено 83 запуска: 16 Р-1 (индекс ГРАУ — 8А11), 10 Р-1УК (индекс ГРАУ — 8А12), 11 Р-2 (индекс ГРАУ — 8Ж38), 14 Р-5М (индекс ГРАУ — 8К51), 10 М5-РД, 3 Р-5Р, 4 Р-11 (индекс ГРАУ — 8А61) и 15 Р-11М (индекс ГРАУ — 8К11).
Несмотря на близкое родство, ракета Р-1 не была полной копией германской V-2 (A-4): Р-1 изготавливалась советскими специалистами с использованием технологий, приборов и оборудования на советских предприятиях. Ключевым отличием было использование советской телеметрической системы управления — 12-канальная телеметрическая система «Дон».
Р-2 стала дальнейшим развитием технологий, заложенных в А-4 с добавлением идей советских конструкторов: Р-2 была больше, имела ряд конструктивных отличий, среди которых самым заметным было использование топливного бака в качестве несущего элемента конструкции. Среди эксплуатационных отличий главным было почти двукратное (до 600 км) увеличение радиуса действия ракеты, как и значительное увеличение веса взрывчатого вещества.
Р-5, являясь продуктом эволюции A-4m, по тактико-техническим характеристикам и заложенным инженерным решениям значительно превзошла все предыдущие советские ракеты. Для повышения удельного импульса двигателя на ракете Р-5 была 
- установлена специальная насадка на сопло; для снижения веса разработчики отказались от тяжёлого герметичного приборного отсека, разместив часть приборов в хвостовом отсеке, а наиболее чувствительные компоненты в межбаковом пространстве на специальных кронштейнах;
- автономная система управления была дополнена системой радиоуправления дальностью, боковой радиокоррекции и аварийного выключения двигателя (АВД);
- воронкогасители в баках уменьшили остатки неиспользуемых компонентов топлива на 100 кг.

Эти и многие другие технические решения позволили увеличить максимальную дальность ракеты до 1200 км при массе головной части 1425 кг. Проект предусматривал изменение дальности полёта в диапазоне 600—1200 км, что дало возможность изменять массу боевой части в зависимости от дальность стрельбы. При запуске Р-5 на дистанцию 810—1200 км использовалась основная боевая часть. При стрельбе на меньшие дистанции предлагалось размещать подвесные боевые части: на дальность 560—810 км — две, а на дальность до 560 км — четыре подвесные боевые части общей массой 3830 кг. На базе Р-5 был создан носитель ядерного оружия Р-5М, который отличался значительным повышением надёжности и безопасности (многократное дублирование ключевых систем, использование более надёжных технических решений).
М5-РД и Р5-Р представляли собой ракеты-испытательные стенды для создаваемой межконтинентальной ракеты Р-7, созданные на основе Р-5. На этих ракетах отрабатывались различные системы, которые впоследствии использовались на Р-7, Р-9 и других ракетах.
Р-11 была первой советской жидкостной ракетой, использующей в качестве топливной пары не «жидкий кислород + этиловый спирт», а высоко кипящие компоненты: окислитель АК-20 (20 %четырёхокиси азота и 80 % азотной кислоты) и горючее Т-1 (керосин). Для воспламенения компонентов топлива использовался компонент ТГ-02 (50 % ксилидина и 50 % триэтиламина). Кроме этого, использовалась вытеснительная система подачи топлива. В результате при боевой дальности аналогичной Р-1, ракета Р-11 имела массу 5850 кг (у Р-1 — 13 400 кг) и длину 10,4 метра (у Р-1 — 14,6 м). Р-11 послужила основой для создания ракеты-носителя ядерного оружия Р-11М. В ходе разработки Р-11М в основную конструкцию было внесено много изменений направленных на повышение надёжности и безотказности ракеты-носителя.
Все запуски баллистических ракет в СССР в 1956 году производились с территории 4-го государственного центрального полигона (4-й ГЦП), известного, как Капустин Яр.

## Подготовка запусков
Типы испытаний ракетной техники были определены ещё в 1953 году:
- Поверочные (пристрелочные) испытания — испытания на готовность системы к итоговым испытаниям. Данные испытания должны были проводиться министерством вооружения совместно со смежными министерствами, принимавших участие в разработке испытываемых систем.
- Итоговые (зачётные) испытания — испытания, которые проводились совместно Военным Министерством СССР и министерством вооружения. Для проведения данных испытаний Советом Министров СССР утверждалась специальная комиссия. По результатам испытаний принималось решение о принятии ракет на вооружение Советской Армии.

Так как в 1955 году производство ракет Р-1 было прекращено, все запуски проводились ракетами снятыми с хранения.
Запуски ракет М5-РД проводились в рамках работ по подготовке запусков первой МБР Р-7. На ракете М5-РД проводились испытания систем, которые использовались на Р-7. Одной из ключевых особенностей компоновки Р-7 был выбор пакетной схемы первой ступени. При реализации пакетной схемы возникла необходимость непрерывного и точного управления вектором скорости ракеты и регулирования процесса опорожнения топливных баков. Для этого разработчики Р-7 применили системы нормальной и боковой стабилизации центра масс ракеты, системы регулирования кажущейся скорости, системы опорожнения баков. Кроме этого, разрабатывались регуляторы расхода и соотношения компонентов топлива ракетных двигателей. Было решено отработать эти технологии на экспериментальной версии ракеты Р-5М,получившей название М5-РД. Для испытаний было выпущено 10 ракет М5-РД, которые, при общих компоновочных решениях, отличались по составу испытываемого оборудования. Для испытаний были подготовлены:
- приборы нормальной и боковой стабилизации центра масс ракеты на полётной траектории (четыре прибора);
- системы измерения колебаний жидкости в топливных баках и одновременного опорожнения баков;
- регулирования кажущейся скорости ракеты с датчиками системы РКС;
- гироскопические интегрирующие приборы, в качестве элементов системы стабилизации;
- системы успокоения колебаний компонентов топлив в баках ракеты;
- комплекс радиотехнических и оптических средств траекторных измерений при полёте ракеты;
- телеметрические системы «Трал» и РТС-5 для регистрации вибрации отдельных элементов ракеты;
- системы единого времени и связи «борт ракеты — Земля»;
- головные части с покрытием теплоизоляционной обмазкой на основе карбида кремния — ТО-2 (три ракеты)
- головные части с покрытием из асботекстолита (две ракеты).

Запуски ракеты Р-5Р проводились в рамках отработки радио-систем ракеты Р-7. Планировалось в четырёх запусках проверить в условиях реального полёта особенности сопровождения межконтинетнальной баллистической ракеты с помощью радиолокатора при импульсной режиме работы радара в сантиметровом диапазоне. Так же предусматривалось исследование влияния газовой струи работающего ракетного двигателя на условия функционирования радиолинии в сантиметровом диапазоне и эффективности действия антиионизаторов, вводимых в газовую струю двигателя для уменьшения затухания радиосигнала. Ещё одной целью запусков была проверка в реальных условиях принципов работы радиопеленгатора, разрабатываемого для МБР Р-7.
Запуски экспериментальных ракет Р-5Р и М5-РД изначально должны были проводиться во второй половине 1955 года, однако из-за неготовности испытуемых систем запуски были перенсены на 1956 год.
Два запуска ракет Р-2 проводились в рамках учений запланированных на период с 12 июля по 9 августа 1956 года. В ходе учений должны были отрабатываться запуски ракет с востока на запад, проверка соответствия характеристик рассеивания требованиям Министерства обороны, точность таблиц стрельбы и тд.

## Список
Каждый запуск баллистической ракеты, произведённый в СССР в 1956 году, был зафиксирован в «Книге учёта пуска ракет за 1947—1962 гг. Архив Военно-научного комитета РВСН». В данном списке не представлены запуски четырёх геофизических ракет, которые формально не считались баллистическими, хотя и были разработаны на основе баллистических ракет. Кроме геофизических ракет в 1956 году в интересах Военно-морского флота производились запуски ракет Р-11ФМ (морской версии Р-11М) — эти запуски не были отражены в «Книге учёта пуска ракет за 1947—1962 гг. Архив Военно-научного комитета РВСН» так как относились к Военно-морскому флоту СССР.
| Цветовая легенда  |
| ----------------- |
| Нормальный запуск |
| Аварийный запуск  |

| № пп | Тип ракеты | Дата испытания   | Номер изделия    | Место запуска | Дальность плановая (км) | Отклонение по дальности (км) «-» недолёт, «+» перелёт | Отклонение от оси запуска (км) «Л» влево, «П» вправо | Результат запуска | Примечания                                                                   |
| ---- | ---------- | ---------------- | ---------------- | ------------- | ----------------------- | ----------------------------------------------------- | ---------------------------------------------------- | ----------------- | ---------------------------------------------------------------------------- |
| 1    | Р-11М      | 9 января 1956    | С1-6             | 4-й ГЦП       | 56                      | -1,170                                                | Л 0,256                                              | Норма             | Этап 1А Лётно-конструкторских испытаний (ЛКИ)                                |
| 2    | Р-5М       | 11 января 1956   | C1-26            | 4-й ГЦП       | 1165,3                  | -5,68                                                 | Л 0,23                                               | Норма             | Зачётные испытания                                                           |
| 3    | Р-11М      | 11 января 1956   | С1-17            | 4-й ГЦП       | 56                      | -1,144                                                | Л 0,142                                              | Норма             | Этап 1А ЛКИ                                                                  |
| 4    | Р-11М      | 14 января 1956   | С1-8             | 4-й ГЦП       | 57                      | -1,2                                                  | П 0,295                                              | Норма             | Этап 1А ЛКИ                                                                  |
| 5    | Р-5М       | 17 января 1956   | С1-27            | 4-й ГЦП       | 1165,3                  | -5,303                                                | Л 0,125                                              | Норма             | Зачётные испытания                                                           |
| 6    | Р-11М      | 19 января 1956   | С1-1             | 4-й ГЦП       | 56                      | +0,228                                                | П 2,262                                              | Норма             | Этап 1А ЛКИ                                                                  |
| 7    | Р-1        | 21 января 1956   | 101 (1951 года)  | 4-й ГЦП       | 270                     | +0,99                                                 | Л 3,77                                               | Норма             | После долговременного хранения                                               |
| 8    | Р-5М       | 21 января 1956   | С1-28            | 4-й ГЦП       | 1190                    | +2,128                                                | Л 0,351                                              | Норма             | Зачётные испытания                                                           |
| 9    | Р-1        | 24 января 1956   | 465 (1951 года)  | 4-й ГЦП       | 270                     | +2,81                                                 | Л 17,91                                              | Авария            | После долговременного хранения                                               |
| 10   | Р-11       | 29 января 1956   | C1-1             | 4-й ГЦП       | 270                     | -0,053                                                | П 0,845                                              | Норма             | Ракета из серийной партии                                                    |
| 11   | Р-11       | 31 января 1956   | С1-3             | 4-й ГЦП       | 270                     | -0,053                                                | П 0,845                                              | Норма             | Ракета из серийной партии                                                    |
| 12   | Р-5М       | 2 февраля 1956   | С1-30            | 4-й ГЦП       | 1190                    | -0,73                                                 | Л 4,676                                              | Норма             | Зачётные испытания; Пуск со специальным зарядом в рамках операции «Байкал»   |
| 13   | Р-5М       | 6 февраля 1956   | С1-29            | 4-й ГЦП       | 1190                    | +3,717                                                | Л 4,141                                              | Норма             | Зачётные испытания                                                           |
| 14   | Р-11М      | 6 февраля 1956   | С1-19            | 4-й ГЦП       | 56                      | -0,665                                                | Л 0,507                                              | Норма             | Этап 1А ЛКИ                                                                  |
| 15   | Р-11М      | 8 февраля 1956   | С1-11            | 4-й ГЦП       | 56                      | -0,832                                                | Л 0,299                                              | Норма             | Этап 1А ЛКИ                                                                  |
| 16   | Р-11М      | 9 февраля 1956   | С1-12            | 4-й ГЦП       | 56                      | -0,954                                                | Л 0,899                                              | Норма             | Этап 1А ЛКИ                                                                  |
| 17   | Р-11М      | 11 февраля 1956  | С1-2             | 4-й ГЦП       | 56                      | -0,807                                                | Л 0,362                                              | Норма             | Этап 1А ЛКИ                                                                  |
| 18   | Р-1        | 13 февраля 1956  | 431 (1951 года)  | 4-й ГЦП       | 270                     | +2,94                                                 | Л 0,57                                               | Норма             | После долговременного хранения                                               |
| 19   | Р-1        | 14 февраля 1956  | 453 (1951 года)  | 4-й ГЦП       | 270                     | +2,2                                                  | Л 9,4                                                | Норма             | После долговременного хранения                                               |
| 20   | М5-РД      | 16 февраля 1956  | С1-3             | 4-й ГЦП       | 1160                    | -8,866                                                | П 1,457                                              | Норма             |                                                                              |
| 21   | Р-2        | 17 февраля 1956  | А1-20            | 4-й ГЦП       | 536                     | +3,276                                                | Л 0,816                                              | Норма             |                                                                              |
| 22   | Р-11М      | 25 февраля 1956  | С1-3             | 4-й ГЦП       | 150                     | -0,459                                                | Л 0,59                                               | Норма             | Этап 1А ЛКИ                                                                  |
| 23   | Р-11М      | 25 февраля 1956  | С1-4             | 4-й ГЦП       | 150                     | -0,29                                                 | Л 0,057                                              | Норма             | Этап 1А ЛКИ                                                                  |
| 24   | Р-11М      | 27 февраля 1956  | С1-9             | 4-й ГЦП       | 150                     | -0,191                                                | Л 0,278                                              | Норма             | Этап 1А ЛКИ                                                                  |
| 25   | М5-РД      | 7 марта 1956     | А1-4             | 4-й ГЦП       | 1160                    | -0,43                                                 | П 5,231                                              | Норма             |                                                                              |
| 26   | Р-2        | 9 марта 1956     | А2-20            | 4-й ГЦП       | 533                     | -3,05                                                 | Л 0,709                                              | Норма             |                                                                              |
| 27   | М5-РД      | 15 марта 1956    | А1-1             | 4-й ГЦП       | 1160                    | -5,304                                                | П 5,028                                              | Норма             |                                                                              |
| 28   | М5-РД      | 17 марта 1956    | А1-5             | 4-й ГЦП       | 1160                    | -10,932                                               | П 2,006                                              | Норма             |                                                                              |
| 29   | М5-РД      | 23 марта 1956    | С1-2             | 4-й ГЦП       | 1160                    | -4,039                                                | П 2,1                                                | Норма             |                                                                              |
| 30   | Р-1        | 28 марта 1956    | 0316 (1952 года) | 4-й ГЦП       | 270                     | -0,6                                                  | Л 1,86                                               | Норма             | После долговременного хранения                                               |
| 31   | Р-1        | 16 апреля 1956   | 0317 (1952 года) | 4-й ГЦП       | 270                     | -1,27                                                 | Л 0,34                                               | Норма             | После долговременного хранения                                               |
| 32   | Р-11       | 20 апреля 1956   | А1-1             | 4-й ГЦП       | 270                     | -252,6                                                | П 1,1                                                | Норма             | Ракета из серийной партии                                                    |
| 33   | Р-2        | 29 апреля 1956   | А3-20            | 4-й ГЦП       | 569                     | -0,442                                                | Л 1,657                                              | Норма             |                                                                              |
| 34   | Р-2        | 8 мая 1956       | 0105             | 4-й ГЦП       | 551,7                   | -16,014                                               | Л 1,718                                              | Норма             | Ракета 1953 года, отремонтированная на базе; воздушный разрыв головной части |
| 35   | Р-1УК      | 8 мая 1956       | 1Т               | 4-й ГЦП       | 270                     | +0,924                                                | Л 0,052                                              | Норма             | Запуск по программе Т-3                                                      |
| 36   | Р-1УК      | 10 мая 1956      | 4Т-1             | 4-й ГЦП       | 270                     | +2,465                                                | П 0,62                                               | Норма             | Запуск по программе Т-3                                                      |
| 37   | Р-1УК      | 16 мая 1956      | 3Т-1             | 4-й ГЦП       | 270                     | -0,289                                                | П 0,94                                               | Норма             | Запуск по программе Т-3                                                      |
| 38   | Р-5Р       | 31 мая 1956      | С1-1             | 4-й ГЦП       | 1160                    | -6,001                                                | Л 0,318                                              | Норма             |                                                                              |
| 39   | Р-1УК      | 6 июня 1956      | 5Т-2             | 4-й ГЦП       | 270                     | +0,039                                                | Л 0,916                                              | Норма             | Запуск по программе Т-3                                                      |
| 40   | Р-5Р       | 7 июня 1956      | А1-3             | 4-й ГЦП       | 1160                    | -12,114                                               | П 0,328                                              | Норма             |                                                                              |
| 41   | Р-1УК      | 8 июня 1956      | 2Т-1             | 4-й ГЦП       | 270                     | -2,605                                                | Л 0,055                                              | Норма             | Запуск по программе Т-3                                                      |
| 42   | Р-1УК      | 12 июня 1956     | 7Т-2             | 4-й ГЦП       | 270                     | -2,078                                                | П 0,723                                              | Норма             | Запуск по программе Т-3                                                      |
| 43   | Р-1УК      | 12 июня 1956     | 6Т-2             | 4-й ГЦП       | 270                     | -1,945                                                | П 0,055                                              | Норма             | Запуск по программе Т-3                                                      |
| 44   | Р-5Р       | 15 июня 1956     | А1-4             | 4-й ГЦП       | 1160                    | -9,979                                                | Л 0,146                                              | Норма             |                                                                              |
| 45   | Р-1УК      | 18 июня 1956     | 8Т-2             | 4-й ГЦП       | 270                     | -3,291                                                | П 0,242                                              | Норма             | Запуск по программе Т-3                                                      |
| 46   | Р-1УК      | 20 июня 1956     | 10Т-3            | 4-й ГЦП       | 270                     | +1,798                                                | П 0,431                                              | Норма             | Запуск по программе Т-3                                                      |
| 47   | Р-1УК      | 21 июня 1956     | 9Т-3             | 4-й ГЦП       | 270                     | -1,493                                                | П 0,148                                              | Норма             | Запуск по программе Т-3                                                      |
| 48   | Р-11       | 28 июня 1956     | А1-5             | 4-й ГЦП       | 270                     | -203,828                                              | Л 16,920                                             | Авария            | Ракета из серийной партии                                                    |
| 49   | Р-1        | 30 июня 1956     | 5112 (1951 года) | 4-й ГЦП       | 270                     | -0,35                                                 | П 1,14                                               | Норма             | После долговременного хранения                                               |
| 50   | Р-2        | 12 июля 1956     | 207              | 4-й ГЦП       | 576                     | -4,29                                                 | Л 0,127                                              | Норма             |                                                                              |
| 51   | М5-РД      | 20 июля 1956     | А1-7             | 4-й ГЦП       | 1130                    | -0,937                                                | Л 3,166                                              | Норма             |                                                                              |
| 52   | Р-1        | 20 июля 1956     | 5301 (1953 года) | 4-й ГЦП       | 267,8                   | -56,25                                                | Л 1,24                                               | Авария            | После долговременного хранения                                               |
| 53   | Р-1        | 24 июля 1956     | 0409 (1952 года) | 4-й ГЦП       | 267,8                   | +0,93                                                 | Л 1,18                                               | Норма             | После долговременного хранения                                               |
| 54   | Р-1        | 26 июля 1956     | 0311 (1952 года) | 4-й ГЦП       | 267,8                   | +1,16                                                 | П 0,19                                               | Норма             | После долговременного хранения                                               |
| 55   | Р-1        | 28 июля 1956     | 0307 (1952 года) | 4-й ГЦП       | 267,8                   | -7,18                                                 | П 7,18                                               | Норма             | После долговременного хранения                                               |
| 56   | Р-2        | 28 июля 1956     | А3-5             | 4-й ГЦП       | 381,9                   | +3,886                                                | П 0,423                                              | Норма             | Стрельба с востока на запад                                                  |
| 57   | Р-2        | 28 июля 1956     | С19-18           | 4-й ГЦП       | 381,9                   | -1,678                                                | П 0,481                                              | Норма             | Стрельба с востока на запад                                                  |
| 58   | М5-РД      | 7 августа 1956   | А2-8             | 4-й ГЦП       | 1130                    | +1,645                                                | Л 1,482                                              | Норма             |                                                                              |
| 59   | М5-РД      | 10 августа 1956  | А2-6             | 4-й ГЦП       | 1130                    | -0,66                                                 | П 0,387                                              | Норма             |                                                                              |
| 60   | Р-5М       | 25 августа 1956  | С1-10            | 4-й ГЦП       | 1167,2                  | +4,577                                                | Л 0,864                                              | Норма             | Контрольные стрельбы из серийной партии                                      |
| 61   | Р-11М      | 28 августа 1956  | А1-13            | 4-й ГЦП       | 56                      | -1,601                                                | П 0,252                                              | Норма             | Этап 1Б ЛКИ                                                                  |
| 62   | Р-11М      | 13 сентября 1956 | А1-16            | 4-й ГЦП       | 56                      | -0,297                                                | Л 3,666                                              | Норма             | Этап 1Б ЛКИ                                                                  |
| 63   | Р-5М       | 16 сентября 1956 | А1-1ТС           | 4-й ГЦП       | 1167,2                  | -3,688                                                | Л 1,288                                              | Норма             | Контрольные стрельбы                                                         |
| 64   | Р-11М      | 19 сентября 1956 | А1-6             | 4-й ГЦП       | 150                     | +2,218                                                | Л 0,205                                              | Норма             | Этап 1Б ЛКИ                                                                  |
| 65   | Р-5М       | 19 сентября 1956 | А1-2ТС           | 4-й ГЦП       | 1167,2                  | +4,079                                                | Л 2,411                                              | Норма             | Контрольные стрельбы                                                         |
| 66   | Р-11М      | 20 сентября 1956 | А1-17            | 4-й ГЦП       | 56                      | -1,228                                                | Л 0,305                                              | Норма             | Этап 1Б ЛКИ                                                                  |
| 67   | М5-РД      | 25 сентября 1956 | А2-9             | 4-й ГЦП       | 1130                    | -22,781                                               | П 2,132                                              | Норма             |                                                                              |
| 68   | М5-РД      | 26 сентября 1956 | А2-10            | 4-й ГЦП       | 1130                    | -20,341                                               | П 2,468                                              | Норма             |                                                                              |
| 69   | Р-2        | 29 сентября 1956 | А4-20            | 4-й ГЦП       | 569                     | +1,124                                                | Л 0,829                                              | Норма             |                                                                              |
| 70   | Р-1        | 24 октября 1956  | 102              | 4-й ГЦП       | 270                     | +6,5                                                  | П 1,7                                                | Норма             | После долговременного хранения                                               |
| 71   | Р-1        | 25 октября 1956  | 103              | 4-й ГЦП       | 270                     | +0,28                                                 | П 1,41                                               | Норма             | После долговременного хранения                                               |
| 72   | Р-2        | 25 октября 1956  | 0310             | 4-й ГЦП       | 590                     | +86,688                                               | Л 0,170                                              | Норма             |                                                                              |
| 73   | Р-2        | 25 октября 1956  | А3-10            | 4-й ГЦП       | 580                     | -15,314                                               | Л 1,605                                              | Норма             |                                                                              |
| 74   | Р-1        | 26 октября 1956  | 104              | 4-й ГЦП       | 270                     | +0,443                                                | П 0,075                                              | Норма             | После долговременного хранения                                               |
| 75   | Р-5М       | 3 ноября 1956    | А1-3ТС           | 4-й ГЦП       | 529,8                   | -5,655                                                | Л 0,605                                              | Норма             | Контрольные стрельбы                                                         |
| 76   | Р-2        | 3 ноября 1956    | А5-20            | 4-й ГЦП       | 559                     | -7,217                                                | Л 1,755                                              | Норма             |                                                                              |
| 77   | Р-1        | 12 ноября 1956   | 303              | 4-й ГЦП       | 270                     | +6,73                                                 | Л 2,442                                              | Норма             | После долговременного хранения                                               |
| 78   | Р-5М       | 13 ноября 1956   | А1-6ТС           | 4-й ГЦП       | 529,8                   | -4,734                                                | Л 0,372                                              | Норма             | Контрольные стрельбы                                                         |
| 79   | Р-5М       | 16 ноября 1956   | А1-4ТС           | 4-й ГЦП       | 1167,2                  | +1,42                                                 | Л 1,302                                              | Норма             | Контрольные стрельбы                                                         |
| 80   | Р-5М       | 24 ноября 1956   | А1-20            | 4-й ГЦП       | 1167,2                  | -1,087                                                | Л 1,667                                              | Норма             | Контрольные стрельбы из серийной партии                                      |
| 81   | Р-5М       | 6 декабря 1956   | А1-5ТС           | 4-й ГЦП       | 1167,2                  | -1,387                                                | Л 1,695                                              | Норма             | Контрольные стрельбы                                                         |
| 82   | Р-1        | 6 декабря 1956   | 103              | 4-й ГЦП       | 270                     | +4,361                                                | П 1,583                                              | Норма             | После долговременного хранения                                               |
| 83   | Р-5М       | 12 декабря 1956  | А2-20            | 4-й ГЦП       | 1167,2                  | -4,294                                                | Л 1,582                                              | Норма             | Контрольные стрельбы из серийной партии                                      |

## Итоги запусков

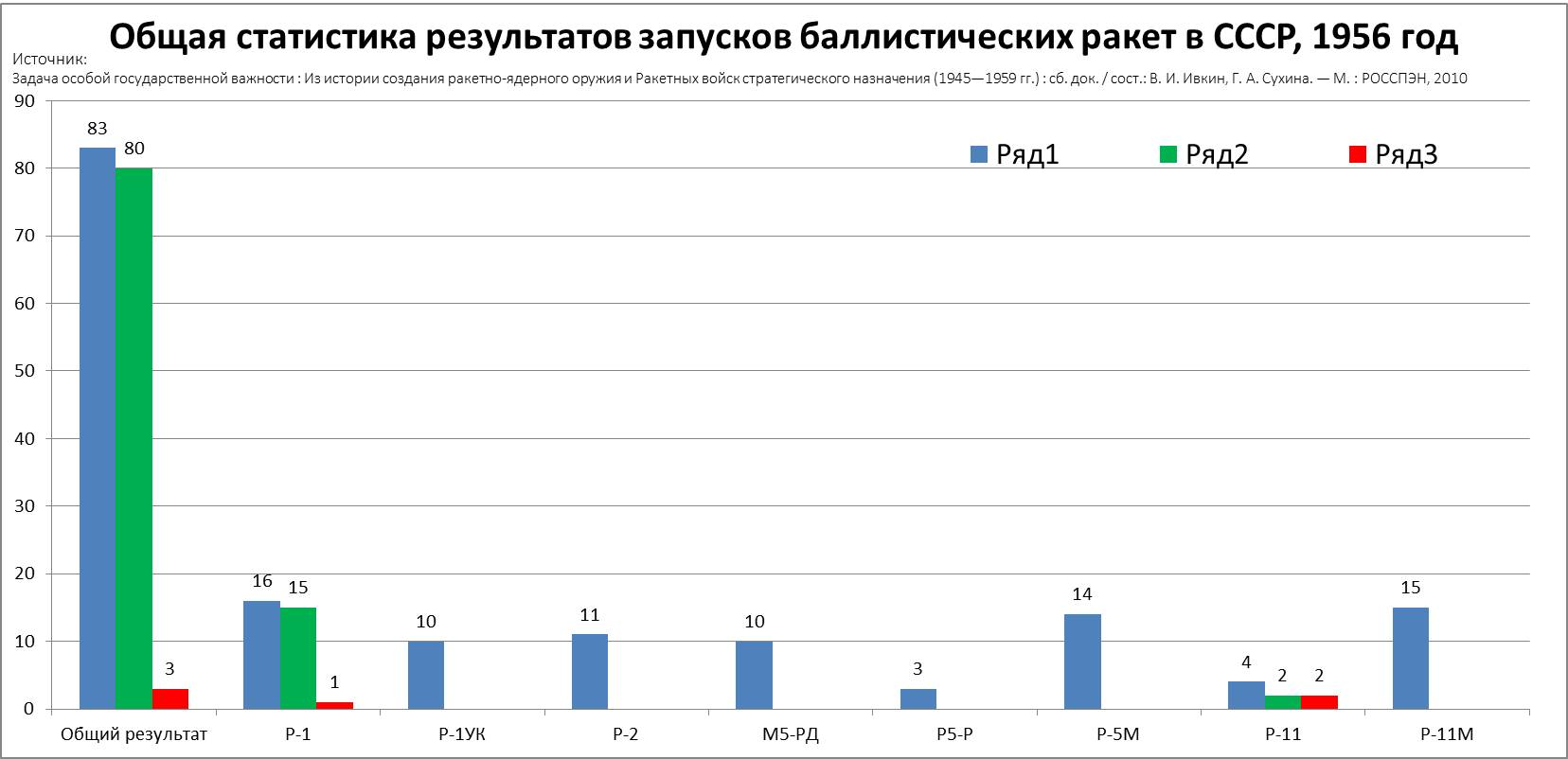
Общая статистика результатов запусков баллистических ракет в СССР, 1956 год

2 февраля 1956 года в 10:30 мск был произведён запуск Р-5М с атомным зарядом (операция «Байкал»). Ракета была запущена на расстояние 1190 км и через 10,5 минут после запуска достигнув района цели был произведён ядерный взрыв. Это было первое испытание ракетно-ядерного оружия с реальным атомным взрывом. Для предотвращения чрезмерного ядерного заражения местности в районе взрыва была использована головная часть с ослабленным атомным зарядом. 6 февраля в докладе Президиуму ЦК КПСС была озвучена мощность ядерного взрыва: 300—600 тонн в тротиловом эквиваленте.
21 июня 1956 года, по итогам опрерации «Байкал», было принято решение об оснащении инженерных бригад РВГК ракетами Р-5М с атомными зарядами.
В 1956 году проводились запуски серийных ракет Р-11, из числа 46-и выпущенных на заводе № 385. Из двух контрольных запусков в апреле и июне ни одна не удовлетворила требованиям: в ходе полёта были выявлены механические вибрации, вызванные пульсациями в камере сгорания двигателя, что выводило из строя систему управления ракетой. В связи с доработкой выявленных недостатков завод № 385 не выполнил план поставок во втором полугодии и изготовил только 6 учебных ракет и 6 ракет для испытаний, которые быле перенесены на 1957 год.
По итогам испытаний ракеты Р-11М 23 ноября 1956 года вышло Постановление Совета Министров СССР № 1530—770 «Об улучшении боевых и эксплуатационных качеств ракеты Р-11М» в котором определялись основные мероприятия по улучшению ракет:
- повышение надёжности действия ракеты Р-11М;
- введение в состав системы управления ракеты интегратора боковых ускорений, обеспечивающего повышенную точность стрельбы и автоматический учёт влияния бокового ветра на полёт ракеты;
- сокращение объёма и усовершенствования методики предстартовой подготовки ракет к пуску на стартовой позиции не более 1 часа.

Для проведения испытаний данное постановление обязывало изготовить 20 улучшеных ракет Р-11М и использовать в 1957 году 10 ракет для лётно-конструкторских испытаний и 5 ракет для пристрелочных испытаний.
Запуски ракет Р-5Р показали правильность выбранных решений. При этом успех испытаний позволил остановиться на трёх запусках вместо запланированных четырёх.
Все 10 запусков М5-РД прошли успешно. Экспериментальный материал, полученный в результате запусков, широко использовался при разработке систем управления перспективных проектов баллистических ракет.
Проведённые на территории 4-го ГЦП учения дивизиона 85-й инженерной бригады РВГК по теме № 26 «Стрельба дивизиона инженерной бригады РВГК ракетами Р-2 с востока на запад» прошли успешнао. В ходе учений было запущено две ракеты на дистанцию 381,9 км. Результаты учений подтвердили основные положения и организационную структуру подразделений инженерных бригад РВГК.

## Комментарии
1. ↑  В списке указаны ракеты установленные на стартовую позицию; при отсутствии номера в источнике, в таблице номер не указывается.
2. ↑  Стрельбы ракетами Р-2 были частью учений инженерных бригад РВГК прошедших в различных регионах европейской части СССР, в ходе которых отрабатывались вопросы перемещения по грунтовым и шоссейным дорогам на расстояние 700—800 км, участие в наступательной операции в лесисто-болотистой местности, продоление крупной водной бригады и тд.[10]